# Biblioteca comunale Francesco Cini
La biblioteca comunale di Osimo, intitolata "Francesco Cini" in onore del nobile osimano e vescovo di Macerata e Tolentino, è attualmente situata nel centro cittadino all'interno di Palazzo Campana, nei pressi di piazza Dante.

## Storia
(Delibera consiliare del 6 agosto 1675, vol. 54, c. 40v)
Il 6 agosto 1675 può considerarsi la data di nascita della biblioteca comunale di Osimo: in questo giorno, infatti, con la delibera consiliare riportata, venne ufficializzata l’apertura al pubblico, in origine denominata “Cina-Guarnieri” in onore di due nobili osimani che per primi si impegnarono al mantenimento e all'ampliamento della stessa. In realtà, però, le sue origini risalgono ad otto anni prima, nel 1667, quando monsignor Francesco Cini aveva donato la sua raccolta libraria, composta da oltre 3000 volumi, al comune della sua città natale e messi a disposizione della cittadinanza osimana dai Padri della Confederazione dell'oratorio di San Filippo Neri (chiamati Padri Filippini) nel Palazzo Cini (attuale Palazzo Simonetti) a piazza Nuova, dove rimase per oltre 150 anni (fino alla metà del XIX secolo).
Nel 1812, per volontà del podestà Cesare Gallo, la biblioteca ebbe il suo primo custode, Pietro Polverigiani, in carica per oltre 40 anni. Fu in quest’anno che divenne comunale a tutti gli effetti.
Nel 1868, grazie all'acquisto di più di 5000 volumi appartenenti a Giuseppe Ignazio Montanari da parte del comune, la biblioteca raggiunse il numero di oltre 10000 volumi (arricchita maggiormente dalla collezione lasciata da Francesco Petrini nel 1885) e all'appellativo di “Cina-Guarnieri” venne aggiunto anche quello di “Montanari”.
Dopo vari trasferimenti, la biblioteca trovò finalmente la sua definitiva collocazione nel lato ovest del Palazzo Campana e venne riaperta al pubblico il 12 marzo 1924 (dopo un periodo di chiusura per assenza di personale).
Il personale della biblioteca inizia a crescere a partire dagli anni '70 a causa dell'aumento del materiale da catalogare e all'orario da garantire al pubblico, fino a che, negli anni '90, il numero degli operatori diventano quattro.
La collezione venne arricchita anche da opere musicali tra cui quella del maestro Quercetti nel 1962.

## Patrimonio librario
- Documenti audiovisivi: 81 dischi
- Documenti grafico-iconici: 10000 fotografie, cartoline
- Documenti musicali a stampa: 61 stampati musicali
- Manoscritti legati: 172 codici, 2000 carteggi
- Manoscritti sciolti: 2500 autografi, 125 musica manoscritta
- Pubblicazioni in serie: 2000 periodici, periodici chiusi, 120 periodici correnti
- Volumi ed opuscoli: oltre 121000 volumi[1], 22 incunaboli, 806 edizioni del '500, edizioni del '600, edizioni del '700, edizioni del '800[2]

Il patrimonio della biblioteca comunale è costituito da volumi conservati in scaffalature, suddivisi in diverse sezioni:
- Letteratura Italiana
- Letteratura Straniera
- Letteratura Classica
- Scienze Matematiche
- Scienze Fisiche
- Scienze Chimiche
- Scienze Giuridiche
- Storia e Geografia
- Storia dell'arte
- Religione
- Pedagogia
- Filosofia
- Spettacolo (Musica, Teatro, Cinema)
- Narrativa
- Saggistica
- Hobbistica
- Storia Locale

## Fondi speciali
- Fondo Domenico Quercetti: spartiti di operette e musica religiosa
- Fondo eredi Teodosio Fiorenzi: libri di varia umanità secoli XVI-XX
- Lascito monsignor Carlo Grillantini: storia e letteratura regionale[2]
- Fondo Cappannari: opere di storia dell'arte, scenografia e arredamento
- Fondo Niccoli: volumi di letteratura italiana, Storia dell'arte e saggistica
- Fondo dell’Ass. Vicarelli: testi per gli studenti della Facoltà di Economia e Commercio
- Fondo Marche: materiale di storia locale composto da donazioni della Provincia e della Regione

## Archivio Storico "L. Egidi"
L’Archivio storico comunale, curato da Luciano Egidi, è attualmente situato all'interno del Palazzo Campana nei locali sottostanti la biblioteca definitivamente dal 2011.
Precedentemente era sistemato all'ultimo piano del Palazzo Municipale, dove si era formato nel corso dei secoli, ma i locali non erano idonei ad un’adeguata conservazione.
Qui sono conservati atti, documenti, registri a partire dal XI secolo.
In particolare, le principali classi rappresentate sono le seguenti:
- Collezione delle pergamene: 790 tra atti notarili, bolle, privilegi, brevi pontifici, dal 1061 al 1814;
- Statuti comunali: secoli XIV-XV;
- Libro Rosso: 132 documenti dei secoli XII-XIII trascritti in due fascicoli membranacei;
- Catasto comunale: 3 volumi membranacei dei secoli XIII-XIV;
- Riformanze e Deliberazioni consiliari: dal 1360 al 1944;
- Registri (copie di lettere delle autorità superiori): dal 1360 al 1806;
- Istromenti (atti notarili): dal 1545 al 1806;
- Trasatti (atti d’asta dei proventi del comune): dal 1489 al 1803;
- Camerlengato (amministrazione finanziaria del comune): dal 1360 al 1808;
- Annona: dal 1596 al 1800;
- Monte di Pietà: dal 1470 al 1835;
- Monte Frumentario: dal 1575 al 1802;
- Atti Giudiziari: dal 1360 al 1807;
- Suppliche (domande rivolte alle autorità): dal 1407 al 1814;
- Carteggio: dal 1410 al 1808;
- Manifesti: dal 1580 ad oggi;
- Categorie: dal 1809 al 1962;
- Concessioni edilizie: 1909-1966.

Trova collocazione presso l’Archivio storico anche il pregiato Archivio notarile mandamentale: centinaia di volumi contenenti atti di notai osimani e dei comuni limitrofi, dal 1440 al 1962.
Sono stati depositati nel corso degli anni, svariati fondi privati, di minor consistenza, ma importanti e ricchi di notizie utili, come ad esempio:
- l’Archivio della Società Teatrale: secoli XVIII – XX;
- l’Archivio della Confraternita della Morte: secoli XVII – XX;
- l’Archivio della Società Operaia di Mutuo Soccorso: secoli XIX – XX;
- l’Archivio della famiglia Acqua: secoli XVII – XIX;
- l’Archivio della famiglia Guarnieri: secoli XV – XIX;
- l’Archivio della famiglia Fiorenzi: secoli XVIII - XX;
- l’Archivio del Brefotrofio consorziale: secoli XIX - XX;
- l’Archivio dell’Ospedale SS. Benvenuto e Rocco: secoli XVI - XX.[3][4]

## Servizi
La biblioteca comunale offre numerosi servizi all’utenza:
- Informazione bibliografica
- Prestito e consultazione
- Prestito interbibliotecario e Document delivery
- Fotocopie
- Wi-Fi
- Visite scolastiche
- Stage

Informazione bibliografica
Gli utenti che si recano in biblioteca possono:
- consultare i cataloghi cartacei a schede (per autori e soggetti), il catalogo dei periodici, topografico osimano, delle tesi, dei manoscritti e delle cinquecentine;
- avvalersi dell'aiuto dei repertori di ricerca (bibliografie, annuari, enciclopedie generali e tematiche, dizionari generali e specifici, dizionari bibliografici, ecc.);
- consultare, con l'ausilio del bibliotecario, il catalogo on-line e banca dati al fine di localizzare i documenti presso questa o altre biblioteche (Opac provincia di Ancona e Opac Sbn nazionale);
- proporre l'acquisto di opere;
- ricevere informazioni su indirizzi di altre biblioteche, case editrici, siti internet legati al mondo della lettura e della editoria.

Prestito e consultazione
- Consultazione in sede

La consultazione in sede è possibile per tutti i libri e periodici presenti in biblioteca usufruendo delle due sale di lettura a disposizione del pubblico che possono essere utilizzate anche per lo studio dei propri testi ed avvalersi del collegamento Wi-Fi.
Terminata la consultazione i volumi devono essere riconsegnati al personale.
- Prestito

Tutti i cittadini del comune e del distretto possono iscriversi al prestito: presentando un documento di identità (per i minori è necessario un documento di un adulto), l’utente viene inserito, con i propri dati anagrafici, in un archivio lettori, condiviso dal Polo bibliotecario della Provincia di Ancona.
Tale procedura permette di prendere in prestito due libri alla volta per la durata di 15 giorni, periodo prorogabile a richiesta a 30 giorni.
Materiale escluso dal prestito: opere di consultazione (enciclopedie, dizionari…), periodici, edizioni precedenti al 1945, opere in cattivo stato di conservazione.
Per l'importanza sociale che il prestito riveste per la diffusione della cultura, il patrimonio librario è continuamente incrementato con l'acquisto delle principali novità editoriali.
Prestito interbibliotecario e Document delivery
Nel caso in cui la biblioteca non possieda il testo richiesto dal lettore, si può attivare una procedura di prestito interbibliotecario, cioè si può avere in prestito il libro dalle altre biblioteche che lo possiedono, garantendo riguardo all'integrità del materiale e ai termini di riconsegna.
Con il nuovo sistema gestionale SOL (Sebina Open Library), in uso nel Polo a partire da gennaio 2013, le procedure di prestito riservato alle biblioteche appartenenti al Polo della Provincia di Ancona e di prestito interbibliotecario sono molto più rapide.
Il Document Delivery è il servizio di fornitura delle riproduzioni di documenti o parte di documenti posseduti da un’altra biblioteca.
Si tratta di un servizio che interessa soprattutto le riviste e, in misura minore, anche i libri.
Conoscere quale biblioteca sia in possesso di un determinato libro o articolo è estremamente semplice: quella di Osimo fa parte, infatti, del Servizio bibliotecario nazionale la cui banca dati è consultabile nel sito SBN.
Per questi servizi occorre rivolgersi al personale della biblioteca.
Il prestito interbibliotecario prevede la copertura delle sole spese di spedizione.
Il document delivery, molto spesso, avviene invece in regime di reciprocità gratuita.
Fotocopie
Nel rispetto della normativa sul diritto d'autore, la biblioteca offre la possibilità di ottenere fotocopie a pagamento (effettuate esclusivamente dal personale) da documenti e libri ad esclusione di materiali particolari come opere antiche, opere di grande formato e opere in cattivo stato conservativo per i quali è possibile avvalersi della fotocamera digitale (previa richiesta).
Wi-Fi
Dal 2011, è disponibile il servizio Wi-Fi gratuito per gli utenti della biblioteca che, muniti di pc, tablet o smartphone, possono richiedere i dati di accesso al personale e collegarsi alla rete per un tempo stabilito (una, due o tre ore).
Visite scolastiche
Gli insegnanti possono concordare una visita in biblioteca con i propri alunni.
A seconda delle fasce d’età, il personale struttura la visita nella maniera più adatta, proponendo, oltre alla visita vera e propria della sede (sale lettura, uffici, magazzini..), percorsi differenti per gli alunni delle scuole d’infanzia, primarie, secondarie di I° e II° grado.
Per i più piccoli, infatti, è prevista una breve spiegazione della biblioteca, delle sue regole e di come è strutturala la sezione ragazzi (soffermandosi sui libri adatti alla loro età). Più l'età dei visitatori aumenta, più la visita si arricchisce di contenuti: si affronta così la storia del libro e la sua evoluzione nel tempo, la storia della biblioteca Cini e i servizi che essa offre.
Ogni singola visita, inoltre, può essere personalizzata a misura per ogni singola classe dal personale e dai docenti che concordano le attività in precedenza.
Stage
La biblioteca, in collaborazione con la A.S.S.O. (Azienda Speciale Servizi Osimo), accoglie ogni anno i tirocini dei ragazzi delle scuole superiori e dell’Università.

## Sezione Ragazzi

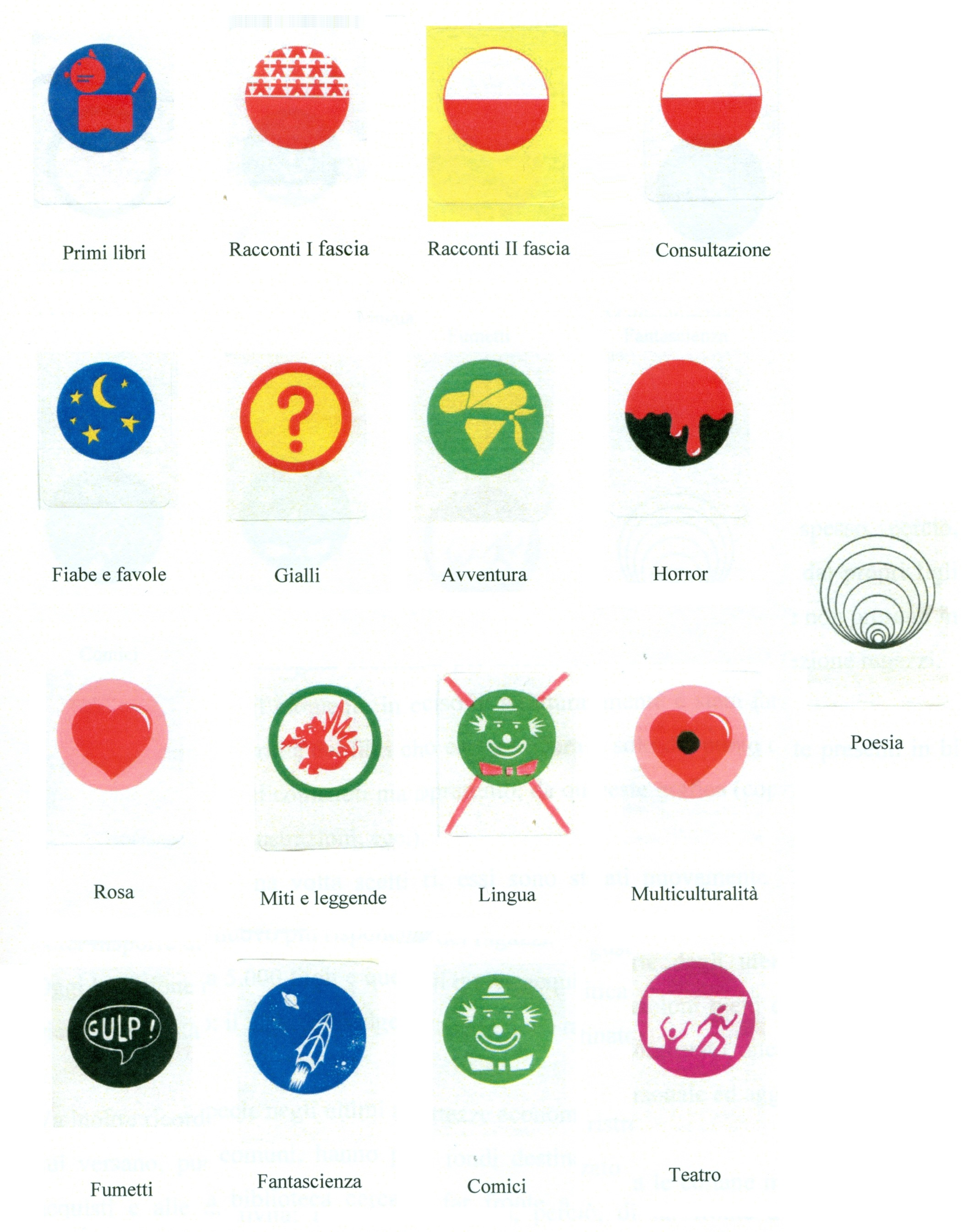
Etichette della sezione Ragazzi

La sezione ragazzi della biblioteca comunale Cini di Osimo, ideata dalla Dott.ssa Ivana Lorenzini, contiene attualmente più di 5000 testi con una particolare catalogazione composta da etichette colorate che riproducono simboli corrispondenti alle varie fasce di età e al genere letterario.
Negli anni la sezione si è ampliata anche grazie alle donazioni di genitori che hanno consegnato alla biblioteca i libri dei propri figli.
Tra le attività che la biblioteca di Osimo propone annualmente ai ragazzi ci sono la Mostra del Libro (l’ultima si è svolta nel mese di Marzo 2018), nella quale intervengono gli autori dei testi e vengono organizzati laboratori e mercatini per i più piccoli, e la Gara di Lettura. Quest’ultima si tratta di un gioco formativo con lo scopo di far conoscere ai ragazzi i servizi e le potenzialità che la biblioteca offre avvicinandoli alla lettura.
Oltre alle collane più famose, sono presenti una serie di riviste dedicate ai più giovani.

## Galleria d'immagini

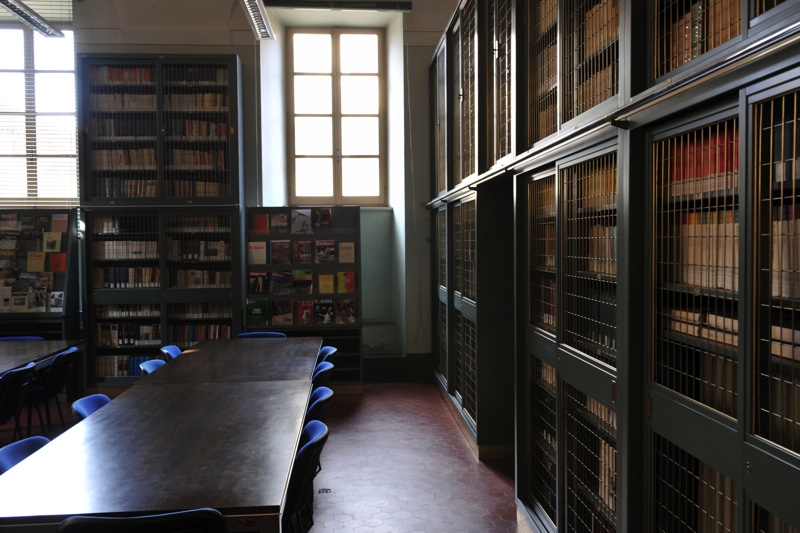
Sala di lettura
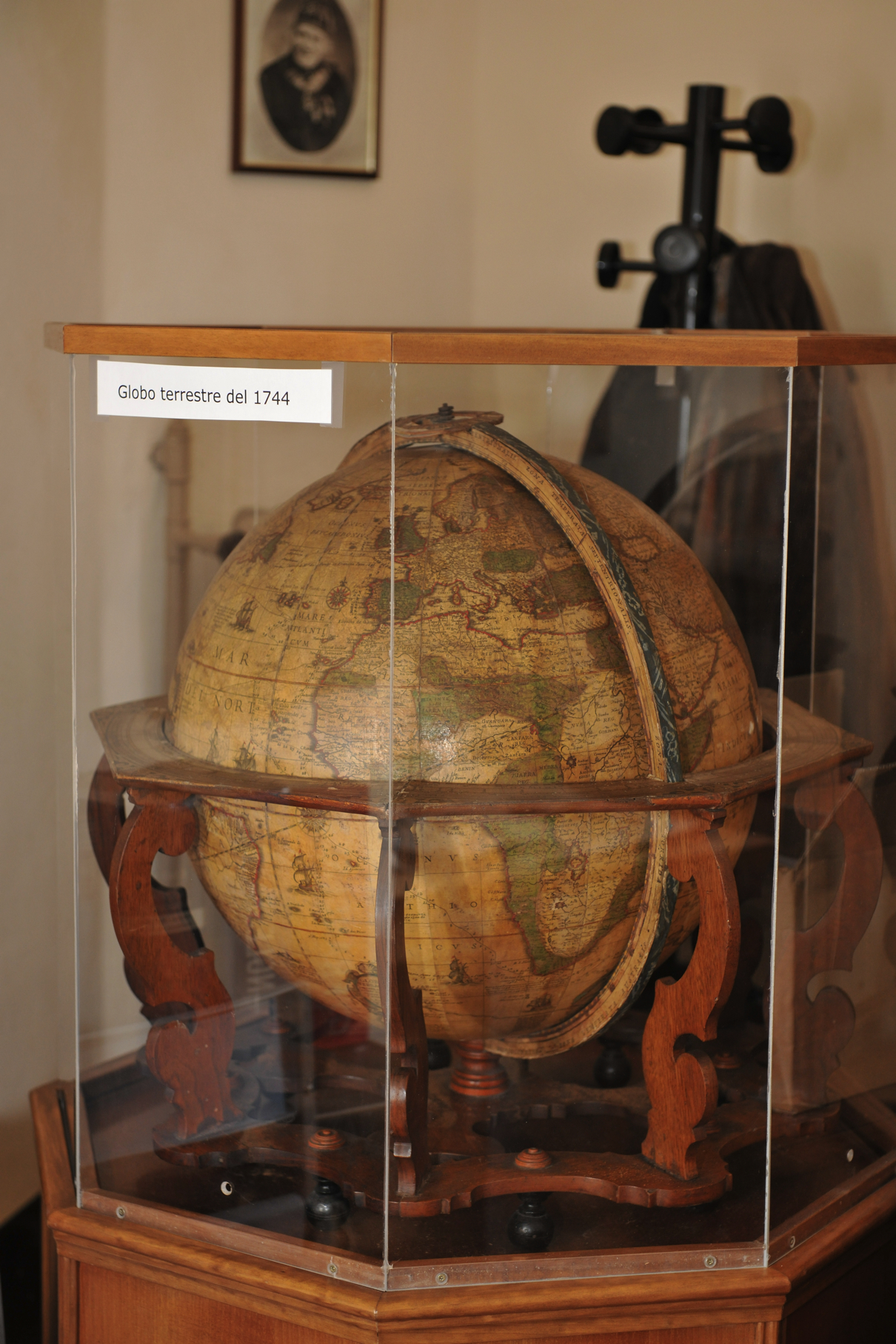
Globo terrestre del 1744
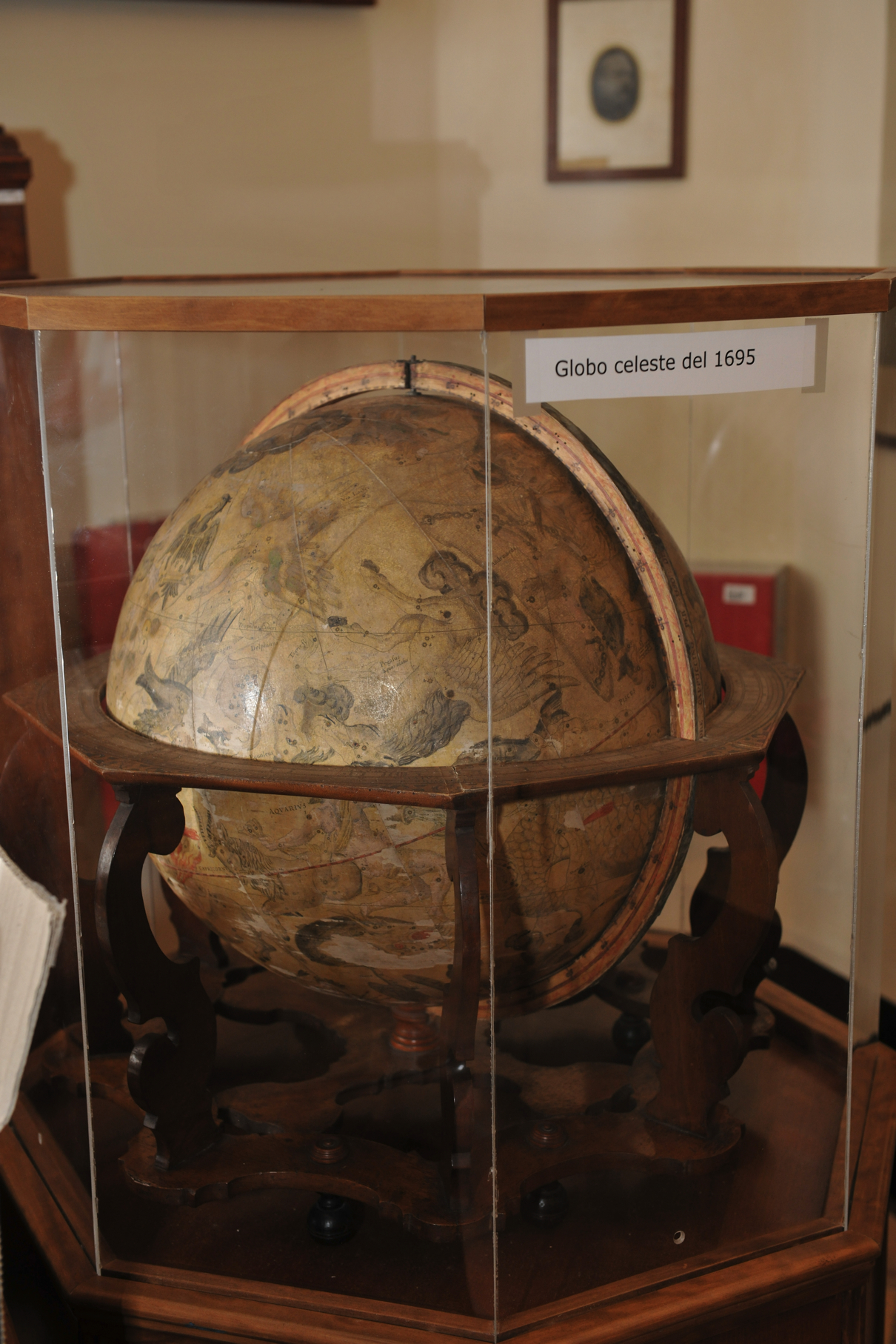
Globo celeste del 1695
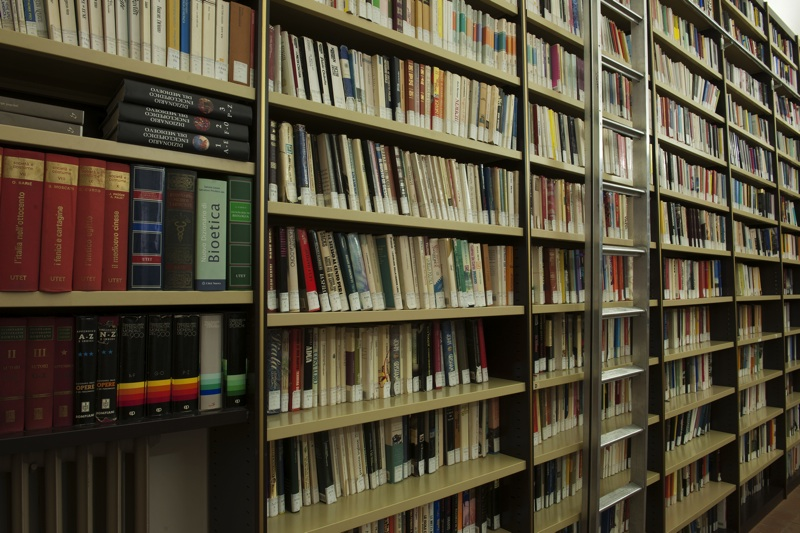
Alcuni libri della sezione Narrativa
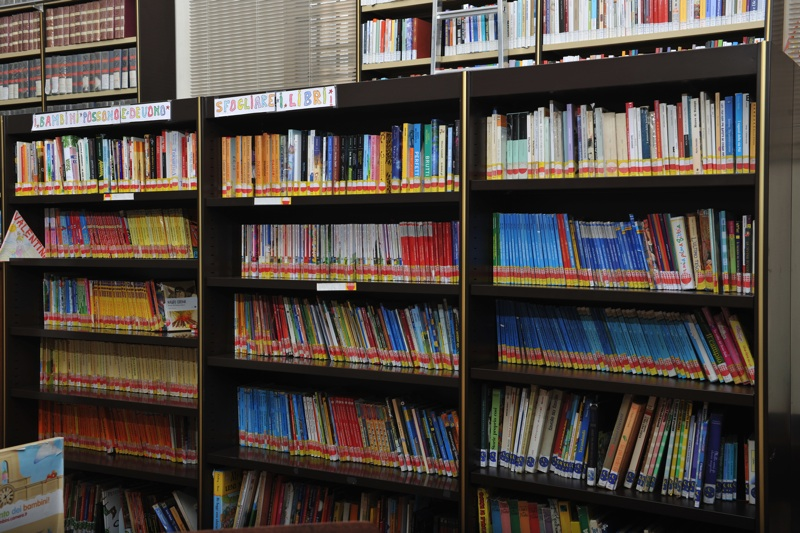
Alcuni libri della sezione Ragazzi
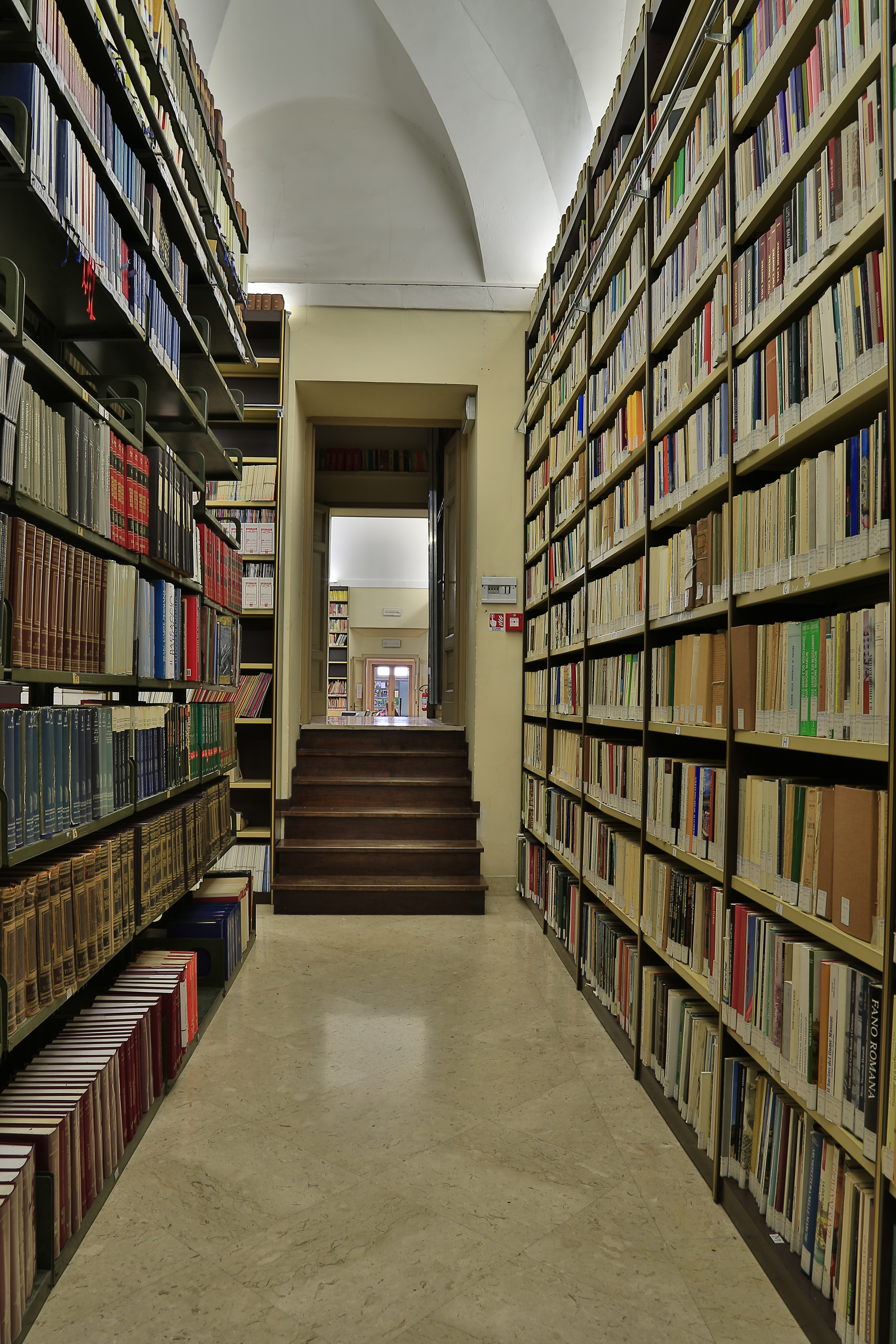
Magazzino